# Onomástica china
Un nombre chino se escribe con el apellido primero y el nombre de pila después. Por ejemplo, Mao Zedong, el fundador de la República Popular China, su apellido es Mao y su nombre Zedong.
Cabe notar, sin embargo, que algunos chinos que emigran o sostienen relaciones comerciales con países occidentales adoptan a veces un nombre occidentalizado, por lo general con un nombre de pila occidental al que se agrega el apellido, escritos ambos en el orden acostumbrado de Occidente con el apellido al final. Un ejemplo es el nombre comúnmente usado en Occidente de los anteriores Jefes Ejecutivos de Hong Kong, Donald Tsang y Carrie Lam. Otros chinos a veces adoptan un nombre combinado, formado por nombre de pila occidental, apellido y nombre de pila chino, en ese orden. Por ejemplo, el actual Jefe Ejecutivo de Macao, Edmund Ho, utiliza a veces el nombre mixto Edmund Ho Hau Wah.
Conforme a la tradición, para dar nombre a los niños y niñas se sigue un modelo en que se emplean un nombre de generación como componente de un nombre de pila de dos caracteres; sin embargo, esto ha caído en desuso, particularmente en la República Popular China, donde muchos nombres de pila son de un solo carácter. Además del nombre de pila, muchas personas también tienen varios tipos de sobrenombres o nombres de cortesía.

## Apellidos
Como ya se ha dicho, el apellido chino se emplea delante del nombre, lo que a veces confunde a gente de otras culturas donde el apellido generalmente se pone detrás. Así, el apellido de Mao Zedong es Máo (毛), y su nombre de pila es Zédōng (澤東 / 泽东). O un ejemplo de un personaje más antiguo, el poeta Li Bai, de la dinastía Tang, cuyo nombre es Bái (白), o Blanco, siendo el apellido Lǐ (李).
Las mujeres chinas casadas, por lo general, conservan su apellido en vez de adoptar el del marido, y los niños por lo general llevan el apellido del padre. A menudo se considera tabú casarse con alguien del mismo apellido, aunque no haya parentesco directo entre los interesados.

## Nombres de pila
Los nombres de pila chinos tienen uno o dos caracteres y se escriben después del apellido. Al nacer un bebé, los padres normalmente le dan un «nombre diminutivo» (nombre de leche; o sea, el apodo o sobrenombre familiar) como Tesorito (小寶, 小宝). El nombre de pila se escoge un poco más tarde. En China, los padres tienen un mes para registrar al niño. Los padres pueden seguir usando el sobrenombre.
Siendo tan pocos los apellidos, la variedad de los nombres completos chinos depende de los nombres de pila. Se puede usar casi cualquier carácter con cualquier significado. Sin embargo, no se considera correcto ponerle a un niño el nombre de otra persona, ya sea pariente o personaje famoso.
Generalmente se ponen nombres de pila asociados a cualidades que se perciben, ya como masculinas, ya como femeninas. Los nombres masculinos se relacionan con fuerza y firmeza; los femeninos, con la belleza y las flores. Las mujeres a veces llevan nombres que repiten el mismo carácter, como Xiuxiu (秀秀) o Lili (麗麗, 丽丽). Esto se da menos con los varones, aunque Yo-Yo Ma (馬友友 Mǎ Yǒuyǒu, 马友友) es una excepción muy conocida.
En algunas familias, uno de los dos caracteres del nombre de pila se repite en todos los miembros de una generación, y estos nombres de generación se planifican con mucha antelación, históricamente en un poema que sirve de relación de nombres. Además, los nombres de los hermanos a menudo se relacionan; por ejemplo, un niño puede llamarse pino (松, que se considera masculino) y su hermana se puede llamar ciruela (梅, que se considera femenino).
Los nombres chinos pueden reflejar también periodos de la historia. Por ejemplo, muchos chinos nacidos durante la Revolución Cultural tienen "nombres revolucionarios" como "país fuerte" (強国) o viento oriental (东风). En Taiwán, no era raro incorporar uno de los cuatro caracteres del nombre "República de China" (中華民國) a los nombres de los varones.
Para mayor información, véase: nombre de pila chino.

## Nombres alternativos
Los sobrenombres son por lo general una alteración del nombre de pila, basados a veces en los atributos físicos de la persona, su modo de hablar o hasta en su primera palabra. En áreas de habla min o cantonesa, el sobrenombre consiste a menudo en el diminutivo Ah (阿), seguido por una parte del nombre de pila (por lo general el último carácter). Rara vez se usan los sobrenombres en entornos formales o semiformales. Una excepción es Chen Shui-bian, normalmente llamado "A-bian" (阿扁); el sobrenombre lo usa él mismo y aparece en artículos de periódico.
En otros tiempos, era común que los varones con formación intelectual adquirieran nombres de cortesía. Las dos formas más comunes eran un zì (字), que se daba al llegar a la madurez, y un hào (號), generalmente escogido por el nombrado y a menudo caprichoso. Aunque esta tradición ha caído en el desuso, el uso del seudónimo entre los escritores sigue siendo un fenómeno común. Para mayor información, véase nombre de cortesía chino.
A la gente prominente ha sido común darle un nombre póstumo (諡號, 諡号), aunque esto hoy casi no se practique. A Sun Yat-sen se le dio el nombre póstumo de Guófù (國父, Padre de la Nación), nombre por el que más se le conoce en Taiwán. Además, a los gobernantes se les adscribían también nombres de templo (廟號, 廟号).

## Variaciones regionales
Muchos chinos que viven o trabajan en culturas occidentales tienen un nombre occidental además de su nombre chino. Por ejemplo, el político taiwanés Soong Chu-yu (宋楚瑜) también es conocido como James Soong. Otro caso es el ya citado de Donald Tsang, jefe de gobierno de Hong Kong.
En Hong Kong es bastante común usar primero el nombre de pila occidental y emplear el nombre de pila chino como segundo nombre de pila. En intentos más recientes de combinar nombres occidentales con nombres chinos nativos, el nombre occidental se coloca directamente adelante del nombre chino, de modo que se puedan identificar fácilmente el nombre chino y el nombre occidental. Se conserva también el orden relativo apellido-nombre de pila. Conforme este modelo, Soong Chu-yu sería James Soong Chu-yu. Esta práctica es común también entre los estadounidenses de origen chino.
Otra variación consiste en si la forma empleada en la romanización es la forma en mandarín o la forma del dialecto local. En general, los chinos de etnia china en la China continental y Taiwán romanizan la forma de su nombre en mandarín, y los del Asia sudoriental y Hong Kong romanizan la forma del dialecto local. Los chinos de la China continental generalmente son reconocibles por la romanización pinyin, donde aparecen las grafías "x", "zh" y "q", que no se encuentran en otros sistemas de romanización, y en la que no se usan guiones.
Para mayor información sobre las normas que se siguen particularmente en Taiwán en la onomástica, véase el artículo sobre nombres taiwaneses.
- Datos: Q263917